# Unterleinleiter
Unterleinleiter – miejscowość i gmina w Niemczech, w kraju związkowym Bawaria, w rejencji Górna Frankonia, w regionie Oberfranken-West, w powiecie Forchheim, wchodzi w skład wspólnoty administracyjnej Ebermannstadt. Leży w Szwajcarii Frankońskiej, około 15 km na północny zachód od Forchheimu, nad rzeką Leinleiter, przy drodze B470.

## Polityka
Wójtem jest Gerhard Sendelbeck. Rada gminy składa się z 13 członków:
|      | Wolny Związek Wyborców | Nowy Związek Wyborców | Demokratyczny Związek Wyborczy | Razem     |
| 2002 | 8                      | 4                     | 1                              | 13 miejsc |

## Zabytki i atrakcje
- zamek w stylu barokowym
- park
- kościół ewangelicki
- kościół katolicki

## Galeria

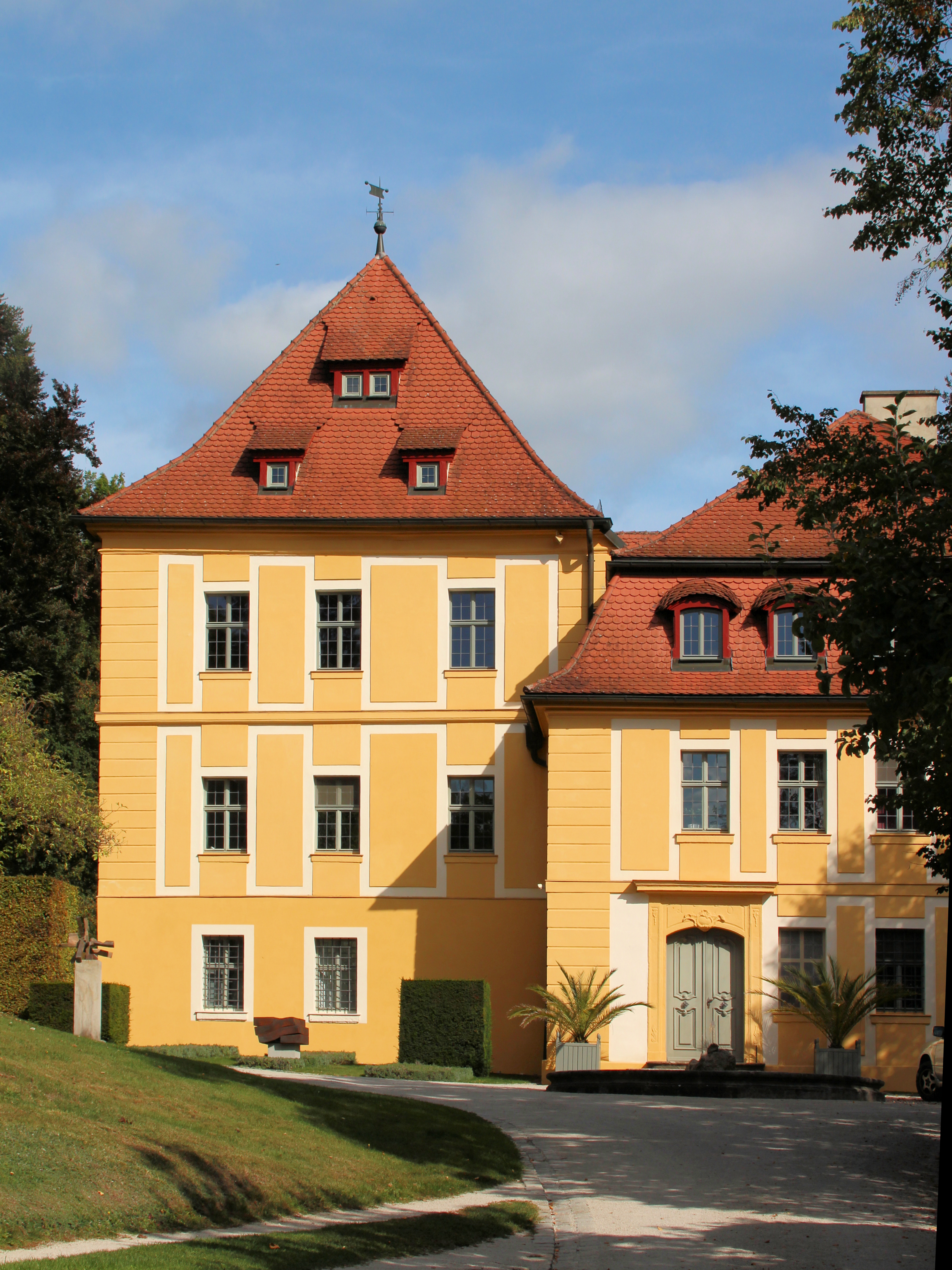
Zamek w Unterleinleiter
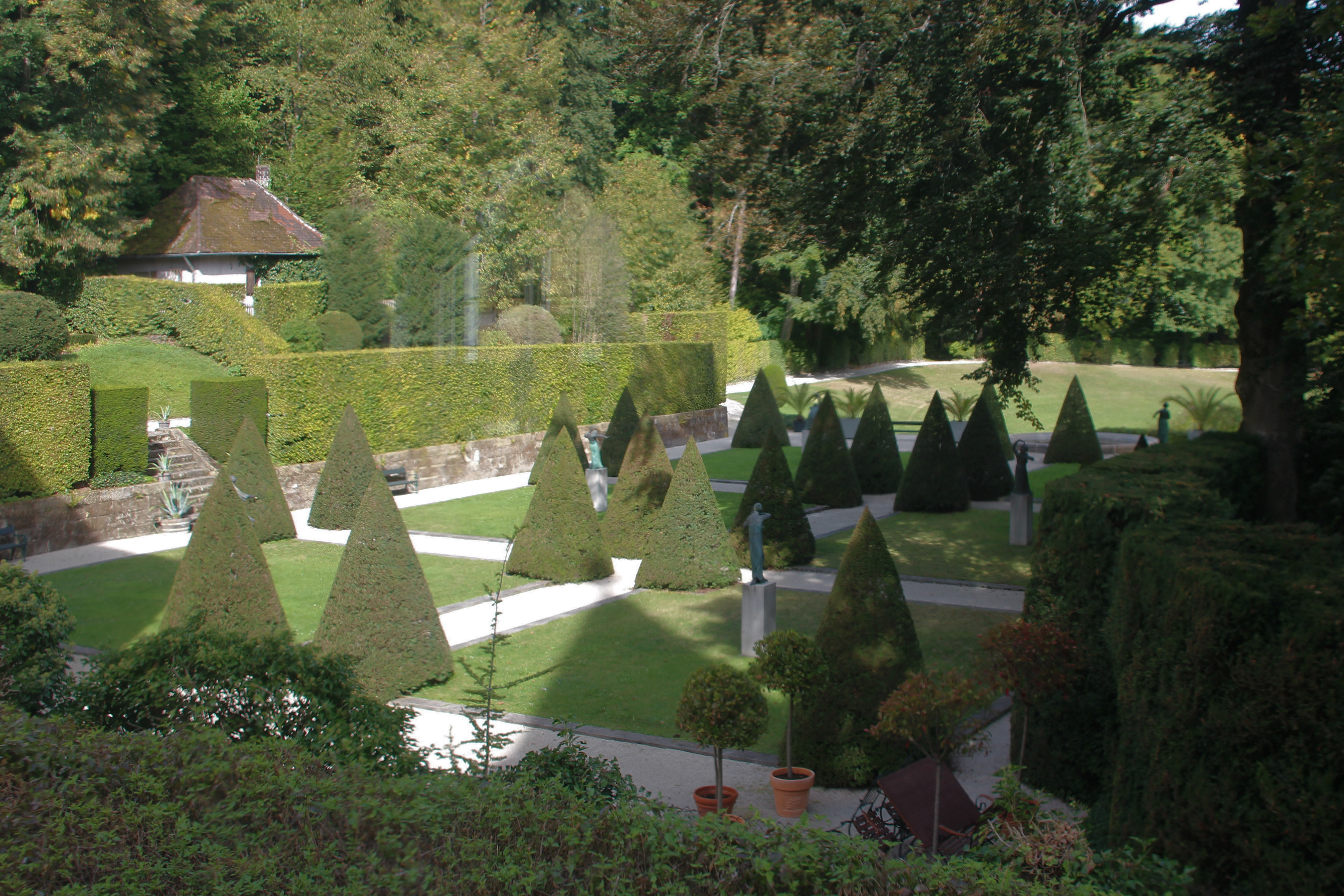
Ogród zamkowy
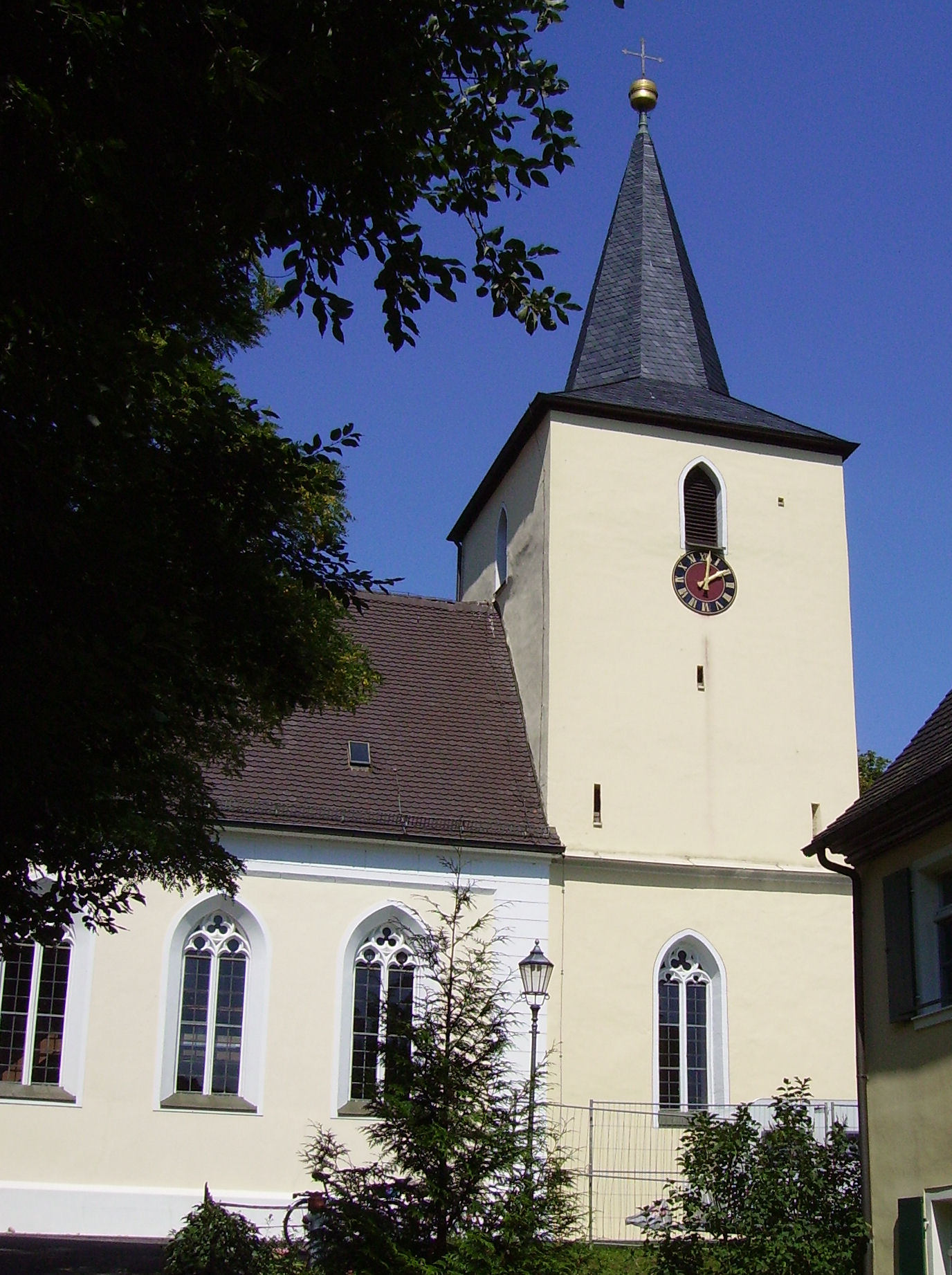
Kościół ewangelicki
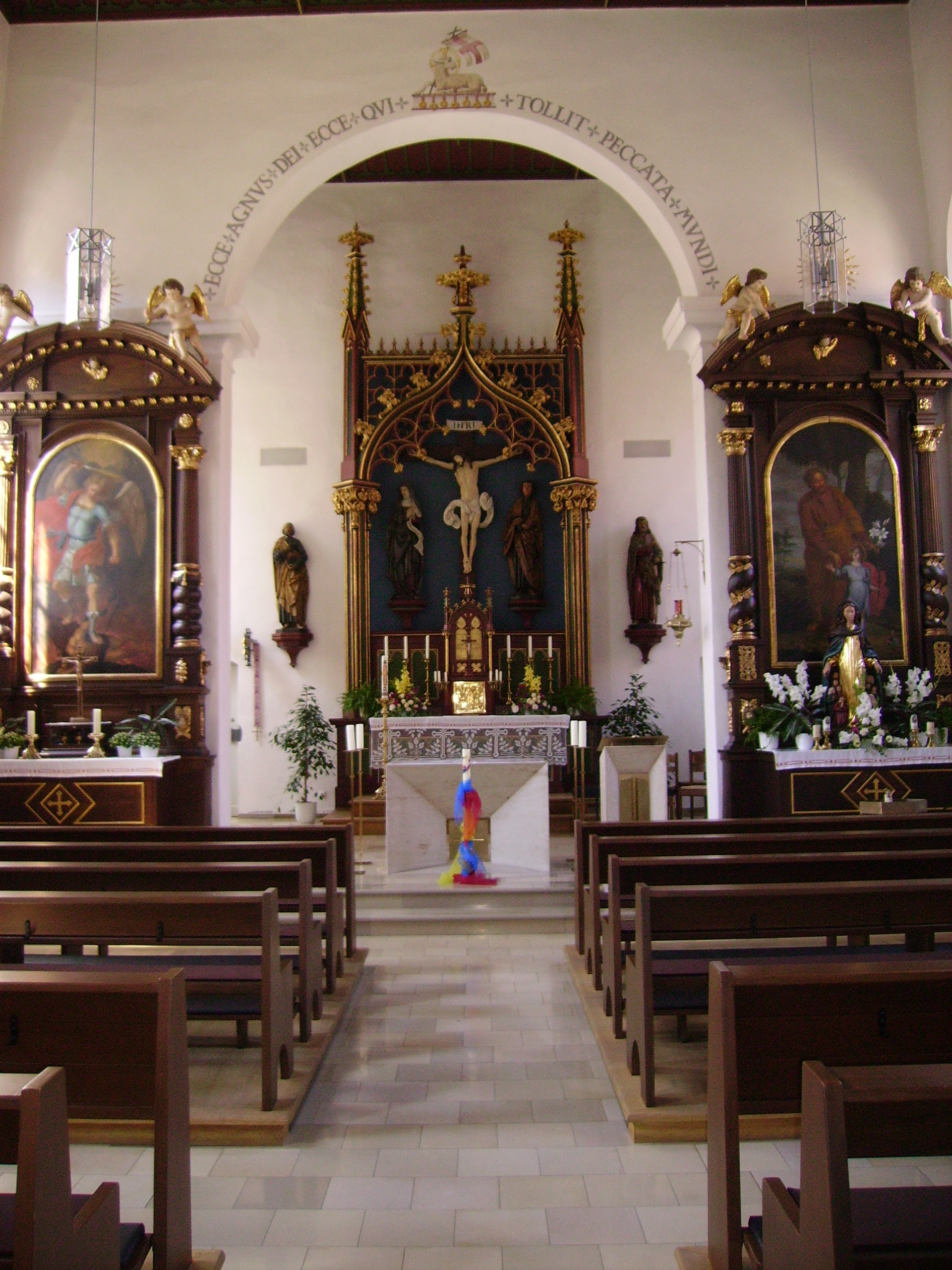
Kościół katolicki
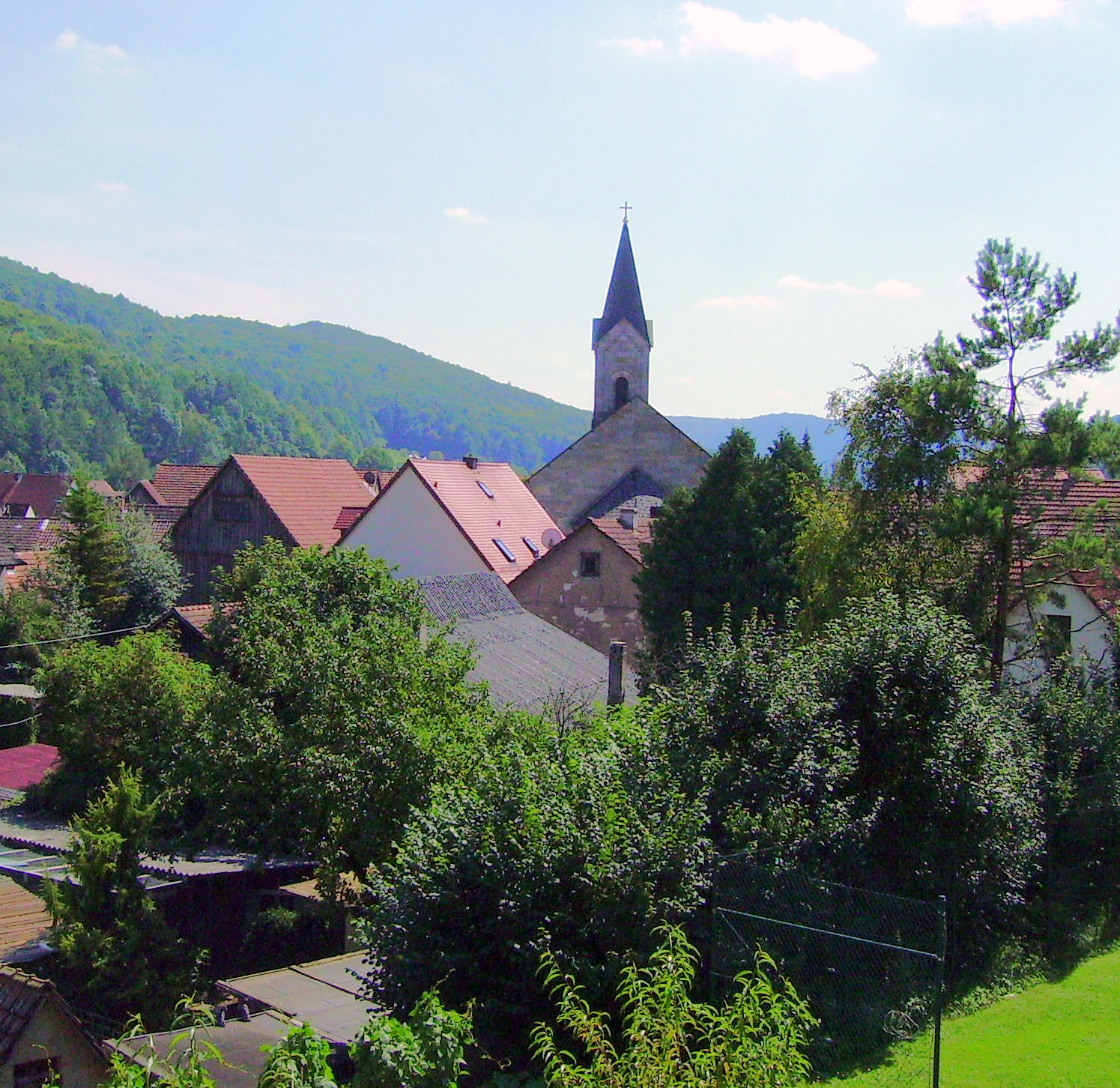
Unterleinleiter
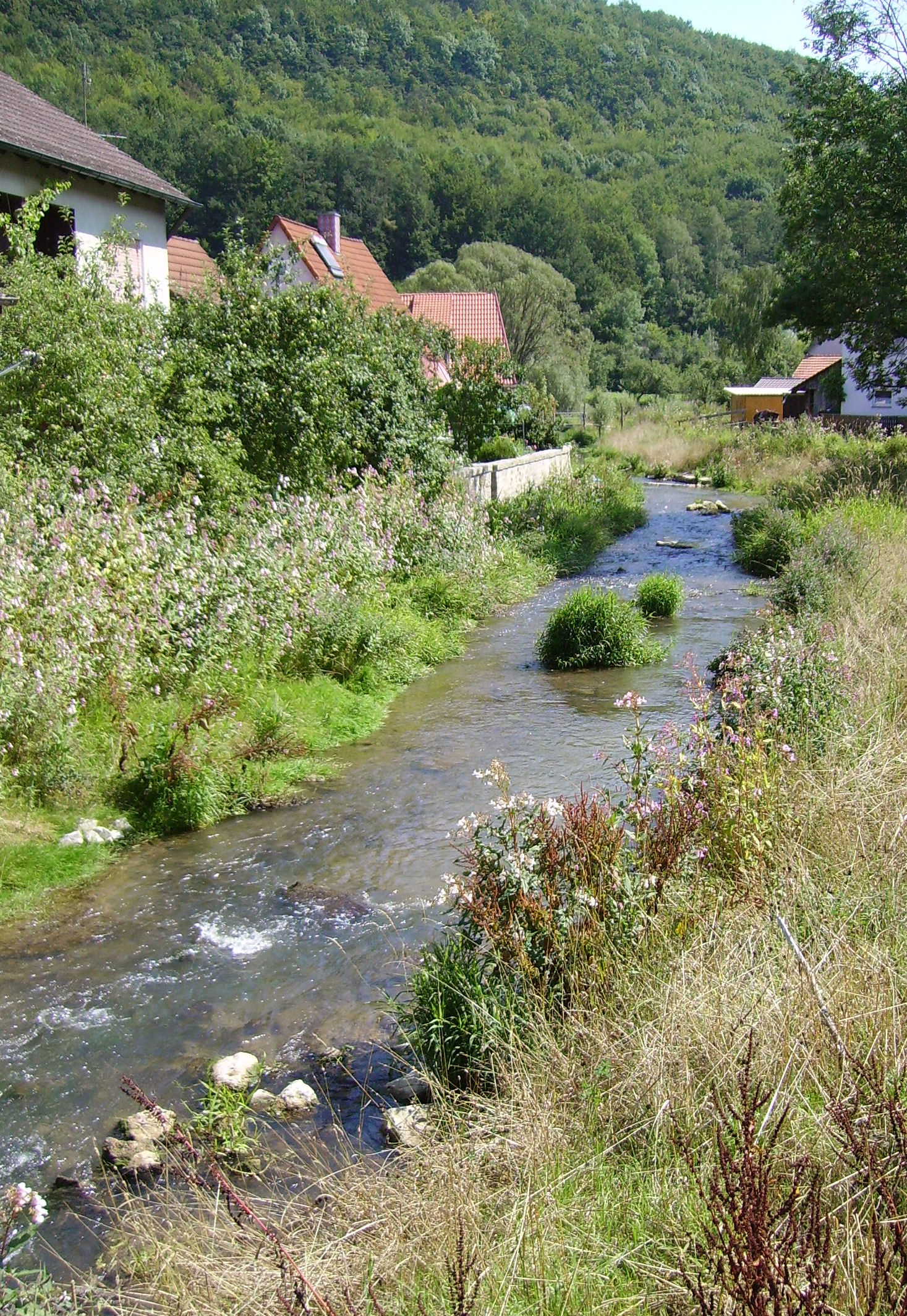
Leinleiter